# Киссель, Георг
Иоганн Георг Фридрих Киссель (нем. Johann Georg Friedrich Kiessel; 31 октября 1907, Нюрнберг, Германская империя — 30 декабря 1950, Белград, Югославия) — немецкий юрист, оберштурмбаннфюрер СС и сотрудник гестапо.

## Биография
Георг Киссель родился 31 октября 1907 года в Нюрнберге. Его отец, Фриц Киссель, был директором торгового кооператива по закупке мяса. В 1926 году окончил школу в Нюрнберге. Изучал право и политические науки в университетах Мюнхена и Эрлангена. В студенческие годы состоял в студенческой корпорации Рено Палатия. Проходил стажировку в различных компаниях, в 1928 году стажировался в трастовой компании в Париже.
В 1930 году сдал первый государственный экзамен. В 1931 году получил докторскую степень по праву в  университете Эрлангена, защитив диссертацию на тему «Положения о государственной измене в законопроектах нового Уголовного кодекса в сравнении с действующим законодательством с учетом Закона о защите Республики от 25 марта 1930 года». В апреле 1933 года сдал второй государственный экзамен. Поступил на работу в филиал баварского ипотечного банка в Нюрнберге.
1 ноября 1933 года поступил на службу в полицейское управление Нюрнберга под руководством Бенно Мартина. Киссель был заместителем Мартина и возглавлял местное отделение гестапо.
1 февраля 1934 года вступил в НСДАП (билет № 2584531) и с 1934 года занимал должность начальника культурного отдела в гау Средняя Франкония. 1 октября 1935 года был зачислен в ряды СС (№ 260969). Кроме того, был заместителем гауляйтера Франконии Юлиуса Штрайхера в центральном комитете «для защиты от еврейского бойкота и измышлений о совершаемых зверствах». Киссель участвовал в реализации политики ариизации еврейского имущества и предприятий и конфисковал концерн, принадлежащий промышленнику Гарри Фульду в Нюрнберге. С 1936 по 1937 год в гау возглавлял культурное объединение.
В октябре 1938 года служил офицером связи между гестапо и гражданским управлением в Карлсбаде в аннексированной Судетской области. Впоследствии вернулся в Нюрнберг, где до июня 1940 года работал в военной администрации. В 1939 году был назначен заместителем советника по экономическим вопросам во Франконии. В задачи Кисселя входило оказание консультаций по вопросам экономической политики.
С июня 1940 года служил в военной администрации в качестве референта Харальда Турнера и был его заместителем в штабах администрации в Париже, Брашова, Софии и Салоники. С апреля 1941 по октябрь 1942 года служил в военной администрации в Белграде.
На этой должности был ответственным за расстрелы заложников и депортации еврейского населения. Из-за растущей партизанской активности вермахт ввел «коллективные карательной акты», в которых за каждого раненного немца расстреливали 50 человек, а за убитого — 100. В октябре 1941 года были проведены массовые казни в Кралево и Крагуеваце, в ходе которых были уничтожены 4000 человек. В сентябре 1942 года был награждён Крестом «за военные заслуги» 2-го класса с мечами.
В января 1943 года был призван в войска СС. Проходил учебную подготовку в запасном артиллерийском полку Арользене и Мюнхене. В качестве командира батареи в составе 3-й танковой дивизии СС «Мёртвая голова» воевал на Восточном фронте и принимал участие в оборонительных на территории Украины.
В июле 1944 года вернулся в ведомство гестапо и был переведен в Главное управление имперской безопасности (РСХА). После окончания заговора 20 июля 1944 года против Гитлера Киссель возглавил специальную комиссию, которая должна была установить круг лиц, причастных к покушению. В обязанности Кисселя входило изучение материалов, ведение записей по задержанию с пометками допросов и осуществление связи с общественностью. В октябре 1944 года ему было присвоено звание оберштурмбаннфюрера СС.
С декабря 1944 года был командиром полиции безопасности и СД в Бромберге. После освобождения Быдгоща Красной армией в январе 1945 года был отправлен в Бремен, где с 1 апреля 1945 года возглавлял местное отделение гестапо до освобождения города британскими войсками.
10 мая 1945 года в Хайде попал в британский плен и впоследствии был экстрадирован в Югославию. 7 марта 1947 года югославский военный трибунал приговорил его к смертной казни. Киссель и другие подсудимые на процессе обвинялись в «разграблении, выселениях, массовых арестах и расстрелах, уничтожении деревень и расстрелах заложников», уничтожении десятков тысяч заключённых в концлагерях Саймиште и Баница. Военная администрация для ликвидации использовала газваген. 30 декабря 1950 года приговор был приведён в исполнение.